# Transcàspia

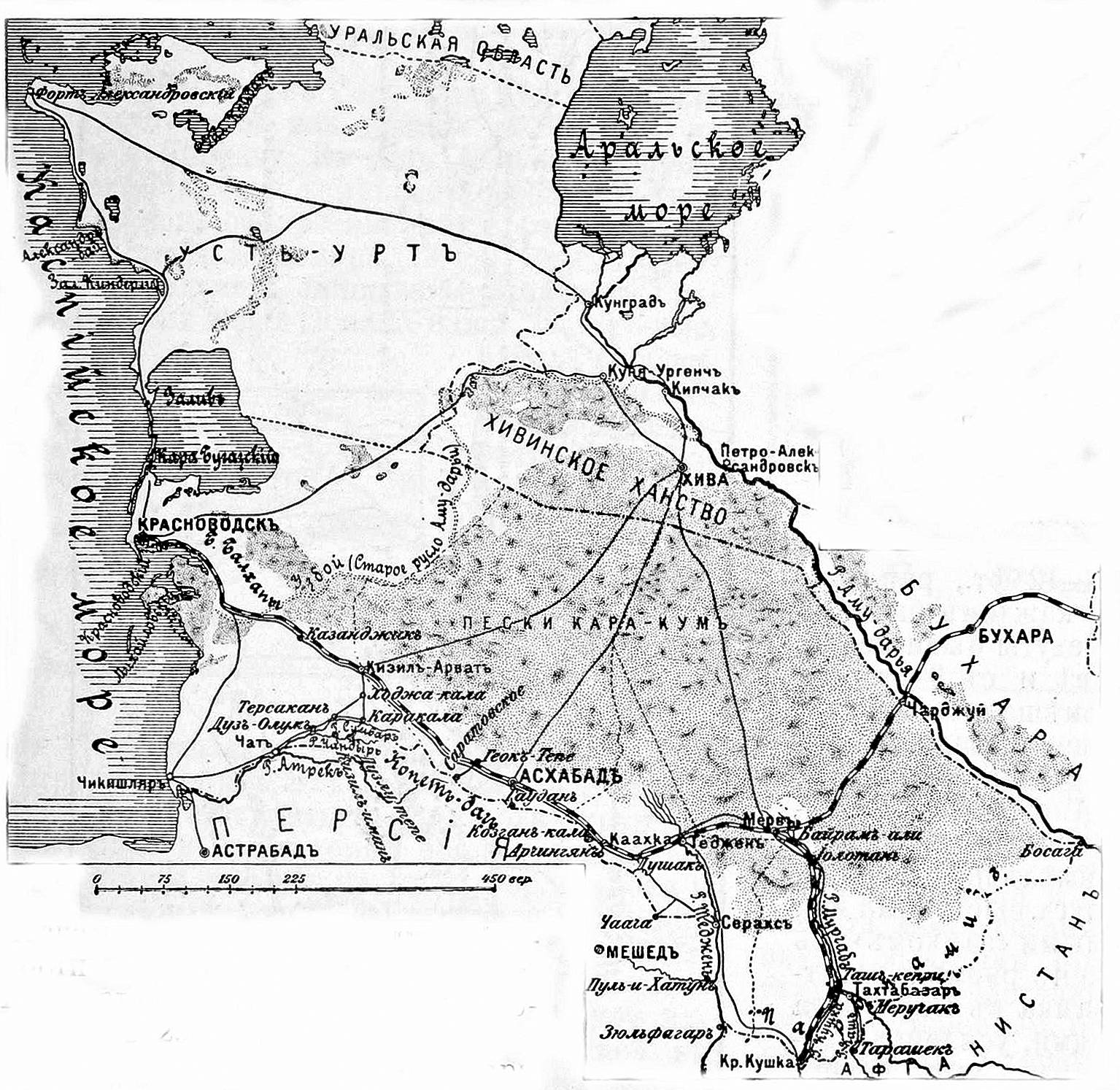
Transcàspia

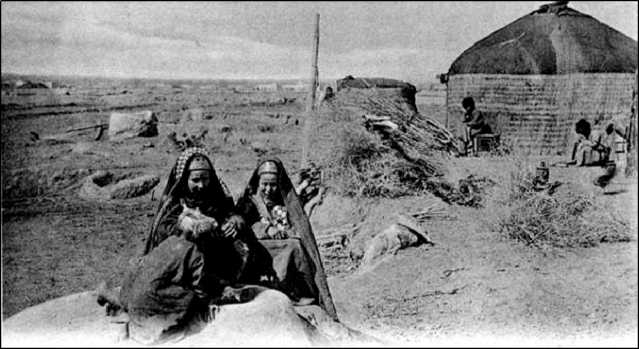

Transcàspia fou el nom d'un govern militar rus a la zona de l'actual Turkmenistan. El 1889 va ser integrat a Turquestan.

## Govern militar de Transcàspia
- General N.G. Stoletov 1869-1879
- General I.D. Làzarev 1879
- General Lomakin 1879
- General M.O. Skobelev 1879-1881

## Govern civil de Transcàspia
- General M.O. Skobelev 1881
- General A.V. Komarov 1881-1889
- Integrat al govern general del Turkestan 1889

Transcàspia fou també la part oriental del govern rus de la Càspia. Una part del govern de la Càspia comprenia la regió transcàspia del Turkmen on els menxevics van prendre el poder el febrer del 1917. Els bolxevics van crear comitès a partir de l'octubre del 1917, i amenaçaven de prendre tot el poder, quan la intervenció britànica (juny del 1918) va restablir la situació en favor dels menxevics i va sorgir un govern sota l'ombra dels britànics anomenat Comitè Executiu Provisional amb seu a Aşgabat que pretenia la restauració de l'ex-cap del govern menxevic rus Aleksandr Kérenski.
El febrer de 1920 els bolxevics van dominar el territori i es va crear la regió autònoma del Turkmen el 1921 que el 1924 fou elevada a república socialista soviètica (amb la incorporació de territoris que abans pertanyien a la República Popular de Bukharà i Khiva), amb el nom de Turkmenistan.